# Antonio García Quintana
Antonio García-Quintana Núñez (Villacarriedo, Cantabria, 1894 – Valladolid, 8 de octubre de 1937) fue un militante socialista, alcalde de Valladolid durante la Segunda República entre 1932 y 1934, siendo reelegido en las elecciones de 1935, hasta el golpe de Estado del 18 de julio. Dio un gran impulso a la educación pública universal.
Fue detenido en febrero de 1937 y condenado a muerte por un tribunal militar. Fue fusilado en Valladolid el 8 de octubre de 1937.

## Primeros años
Se acercó al socialismo desde su primer oficio de tipógrafo. Primero se afilió a la Unión General de Trabajadores (UGT) y después al Partido Socialista Obrero Español (PSOE). Su deseo de promoción personal hizo que no se conformara con ese trabajo y pasó por otros varios hasta que consiguió una plaza de contable en el Colegio de Notarios de Valladolid. En un curso de francés conoció a la que sería su mujer, Brígida, con la que tuvo tres hijos.
En el PSOE de Valladolid fue destacando como un hombre honrado, que cuidaba de hacer bien aquello que hacía, sobre todo cuanto tenía que ver con su acción política. En 1920 entró como concejal socialista en el Ayuntamiento de Valladolid, donde destacó por su lucha contra los monopolios de los caciques locales, los albistas (seguidores de Santiago Alba). Estos controlaban, entre otras, las compañías de electricidad Electra y la de suministro de aguas, Sociedad Industrial Castellana, contra las que sostuvo duras batallas por la falta de suministros que ofrecían a los ciudadanos unido a la carestía de precios. Controlaban los albistas también el periódico local, El Norte de Castilla. Consciente de la importancia de la opinión pública, García Quintana fue director del periódico socialista vallisoletano Adelante, entre 1931 y 1934.
Se ganó la fama de astuto y hombre moral de férreos principios y colaboró en el desarrollo de la Casa del Pueblo en Valladolid, como lugar de formación política del socialismo vallisoletano y como centro cultural del que salieron iniciativas como la Universidad Popular Pablo Iglesias, grupos de teatro, corales, etc.

## Segunda República
A la llegada de la Segunda República el PSOE se hizo con la alcaldía de Valladolid y en 1932 García Quintana sustituyó a su compañero Federico Landrove Moiño al frente de la alcaldía. Ocupó este cargo hasta que fue destituido tras la revolución de octubre de 1934, a la que se opuso. Cuando se le cesó como alcalde fue defendido públicamente por sus adversarios políticos. En 1936 fue repuesto tras las elecciones del mes de febrero ganadas por el Frente Popular.
Durante el tiempo que fue alcalde mantuvo su trabajo como contable. Como alcalde tuvo un objetivo claro: la educación. Solo en los ocho meses de Landrove se planificaron un total de 25 escuelas y con García Quintana se consigue completar la educación para todos los niños. Además de escuelas, puso en marcha comedores para los escolares que acudían a clases en ayunas y promovió bibliotecas en los centros escolares.

## Detención, condena a muerte y fusilamiento

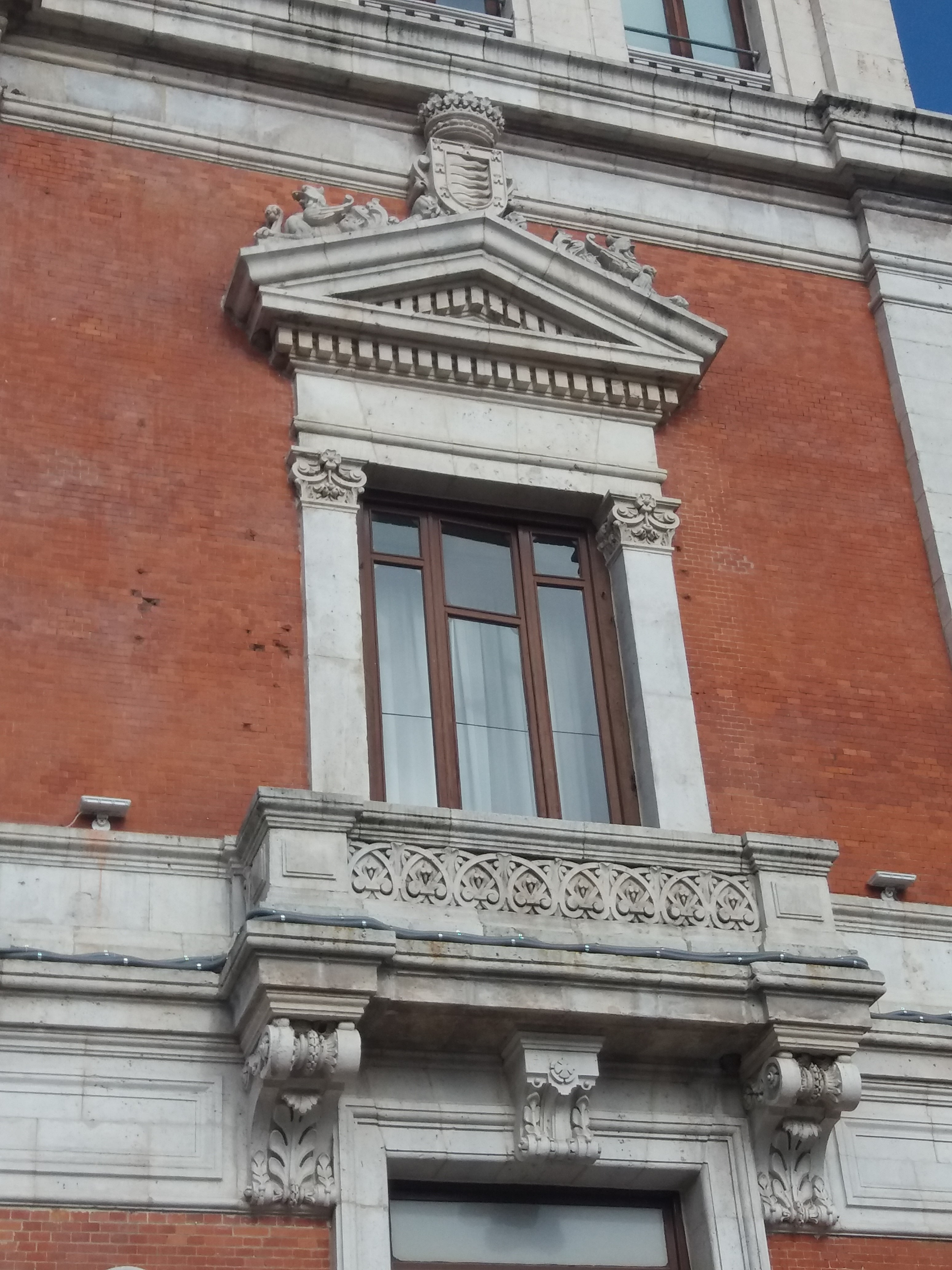
Detalle de los disparos concentrados en el entonces despacho del alcalde García Quintana en la Casa Consistorial, realizados por militares sublevados y falangistas durante el golpe de Estado de julio de 1936.

Al estallar la guerra civil, la Casa Consistorial fue atacada desde la Plaza Mayor  por militares sublevados y milicias falangistas. García Quintana ordenó la evacuación de la sede municipal por la parte trasera. El alcalde pudo huir hacía su domicilio en la calle de Teresa Gil, y posteriormente se escondió durante un tiempo en casa de su hermana en la calle Licenciado Vidriera. Fue delatado por una amiga íntima de la familia el 24 de febrero de 1937 y detenido tres días después, en la madrugada del 27 al 28 de febrero. El 11 de mayo un consejo de guerra celebrado en la Sala de Plenos del Ayuntamiento de Valladolid lo condenó a muerte por el delito de rebelión militar. Firmó la sentencia el comandante juez militar Ricardo Fajardo.
Desde la cárcel escribió a su familia una conmovedora carta en la que pide a sus hijos que sean cristianos y hagan de la honradez y el trabajo su norma de vida:

...de ellos sólo te importa saber que no son hombres malos. Son hombres como tu papá, que tienen niñas como tú, que llorarían si, como yo, tuviesen que abandonadas..., pero que ahora no se acuerdan de ti, ni de sus hijitas, ni de sí mismos porque el estruendo terrible de la guerra les ha privado de memoria y les ha enloquecido un tanto.—  Cuando, al tomo de la paz, recobren la memoria y la cordura, es seguro que, dolidos del mal que innecesariamente te hacen, se acercarán a ti y te acariciarán con caricias que querrán imitar las mías.—  Si lo hacen, y lo mismo si no lo hacen, reza por ellos  -como lo harás, ¿verdad? por mí-  para que Dios los perdone, que bien es ello menester.

Fue fusilado en las graveras del Campo de San Isidro de Valladolid, a los pies de la ermita, el 8 de octubre de 1937.

## Homenajes

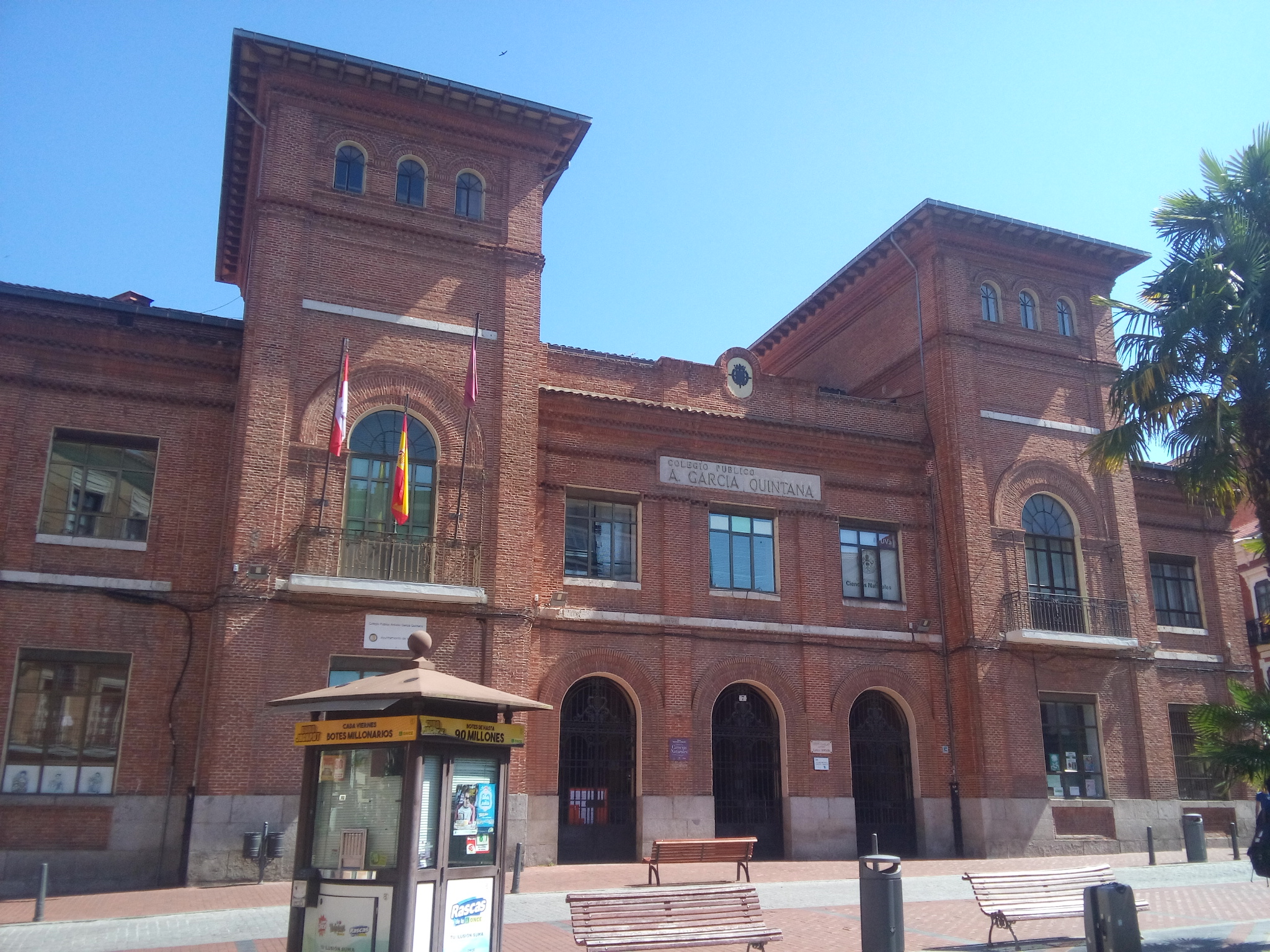
El Colegio Público A. García Quintana

Existe un colegio público en Valladolid, construido en 1930, con su nombre (desde 1987) para honrar su memoria: el Colegio García Quintana (Plaza España n.º 7).
En 2017, el Ayuntamiento de Valladolid, siendo alcalde el socialista Óscar Puente, realizó un homenaje a los alcaldes republicanos Antonio García Quintana y Federico Landrove Moiño. Se colocaron sus retratos junto a los del resto de alcaldes de Valladolid.